# Offline Explorer
Offline Explorer — условно бесплатный офлайн-браузер, разработанный компанией Metaproducts для работы под управлением операционной системы Microsoft Windows, который позволяет скачивать файлы, а также целые веб-сайты в Интернете по протоколам HTTP, FTP, HTTPS, MMS, RTSP и Bittorrent.
Программа распространяется в трёх версиях — Standard, Pro и Enterprise. Версия Standard является бесплатной, в ней содержатся только базовые параметры, а также отсутствуют некоторые возможности, которые присутствуют в платных изданиях, такие как загрузка по протоколу HTTPS, drag & drop ссылок из браузера, организация проектов с помощью вложенных папок, а также сохранение файлов и веб-страниц.

## Описание
Офлайн-браузер Offline Explorer представляет собой достаточно мощное и эффективное средство для быстрой и качественной загрузки как отдельно взятых файлов, так и целых веб-сайтов по различным популярным протоколам.
Включает в себя большое количество поддерживаемых Интернет-технологий, в числе которых, встроенный веб-обозреватель, одновременная обработка до 500 сайтов, загрузка защищённых паролем сайтов, настройка скорости загрузки, импорт закладок из веб-браузера Mozilla FireFox, выборочная загрузка необходимых файлов, cookies, ленты RSS, фильтры URL, HTTP-команды, детальная настройка прокси-серверов, отключение от Интернета или выключение компьютера при завершении операции, извлечение файлов из веб-страницы с помощью встроенной утилиты TextPipe, а также свой собственный веб-сервер для наиболее комфортного просмотра скачанного веб-сайта или веб-страницы на локальном компьютере.
С лёгкостью распознает и скачивает ссылки из HTML, XML/XSL/DTD, Macromedia Flash, VB и Java скрипты, CSS, PDF, M3U, AAM, SMIL, RAM, RPM и MS NetShow Channel. По желанию пользователя может автоматически установить соединение с Интернетом, осуществить поиск по уже загруженным веб-сайтам, поддерживает экспорт файлов в самые популярные форматы, а также запись их на CD и переносные Flash устройства.

## Возможности
- Очень быстрый, простой и надёжный возврат файлов из Web (включая FTP, HTTP, HTTPS, MMS, PNM и RTSP-сайты).
- Поддержка HTTP, SOCKS4, SOCKS5 и User@Site Proxy. Автоматическое определение настроек прокси. Определение настроек прокси из конфигурации URL.
- Загрузка до 500 файлов одновременно. Каждый Проект загружается параллельно с другими. Можно настроить количество соединений для загрузки каждого Проекта и пауз между загрузками Проекта.
- Возможность ограничения повторного получения для HTTP, HTTPS, FTP и RTSP загрузок.
- Загруженные web-сайты можно просматривать используя Ваш внешний браузер или с помощью встроенного браузера. (Примечание: эта опция требует наличия MSIE 3.02 или выше. Встроенный браузер поддерживает неограниченное количество вкладок для одновременного просмотра web-страниц.
- Загруженные web-страницы могут быть распечатаны из встроенного браузера. Также возможна печать полностью целого сайта.
- Загруженные web-страницы могут быть опубликованы на Web или экспортированы в другой каталог.
- Встроенный редактор с подсветкой синтаксиса для HTML, CSS и javascript-файлов.
- Необязательные случайные задержки между загрузками файлов для моделирования чтения страниц человеком.
- Так как Offline Explorer использует изменение ссылок на относительные, то загруженные файлы могут быть легко перемещены.
- Поддержка Drag-and-Drop (перетаскивания) ссылок из браузеров.
- Отслеживание содержимого Буфера обмена для ручного или автоматического создания новых Проектов.
- Полностью настраиваемый пользовательский интерфейс (включая панель инструментов) с удобным Мастером создания Нового Проекта
- Возможность фонового выполнения загрузок.
- Обеспечение поддержки и извлечение ссылок из Java и VB Scripts, Java Classes, Cascading Style Sheets (.CSS), Macromedia Flash (.SWF), XML/XSL/DTD, Table Of Contents (.TOC), MPEG 3 Play List (.M3U), Authorware (.AAM), Acrobat (.PDF), RealMedia (.SMIL, .RAM, .RPM), VRML (.WRL, .WRZ), QuickTime-видео (.MOV), WAP-страниц и MS NetShow Channel (.NSC) файлов.
- Обработка javascript для поиска большего количества ссылок.
- Единственный офлайн-браузер, полностью поддерживающий все известные XML-технологии, включая XSL и DTD файлы.
- Поддержка использования Microsoft Internet Explorer cookies при загрузке.
- Многоразовые Шаблоны Проекта делают создание нового Проекта простым.
- Загруженные сайты легко экспортируются в другое место в нужном формате или добавляются в ZIP, MHT или HTML Help (.CHM) файл (версии Pro и Enterprise).
- Встроенное Резервное копирование/Восстановление Проектов.
- Поиск в загруженных файлах по ключевым словам в именах файлов или в тексте HTML. Найденные ключевые слова подсвечиваются в общем списке результатов поиска и в найденных web-страницах во время их просмотра.
- Операции с множеством Проектов быстро выполняются в дереве Проектов.
- Встроенный дозвон с возможностями отключения связи и автоматического выключения компьютера по завершении загрузки.
- Гибкие Фильтры URL с мощной поддержкой ключевых слов для тонкой настройки Ваших загрузок.
- Управление скоростью загрузки.
- Загрузка возможна по расписанию, очереди или запущена из командной строки.